# Periplocoideae
Periplocoideae là một phân họ trong họ Apocynaceae. Nó không được chia ra thành các tông.

## Các chi
Theo Endress et al. (2014) thì phân họ này bao gồm các chi sau đây:
- Atherandra Decne., 1844 (gồm cả Atherostemon): Gai hùng mũi.
- Baroniella Costantin & Gallaud, 1907
- Baseonema Schltr. & Rendle, 1896
- Batesanthus N.E.Br., 1896 (gồm cả Perithryx).
- Buckollia Venter & R.L.Verh., 1994
- Camptocarpus Decne., 1844 (gồm cả Harpanema, Symphytonema, Tanulepis)
- Chlorocyathus Oliv., 1887 (gồm cả Kappia)
- Cryptolepis R.Br., 1810 (gồm cả Curroria, Ectadiopsis, Leposma, Mangenotia, Mitolepis, Socotranthus và Parquetina Baill., 1889[2] (gồm cả Omphalogonus)): Ẩn lân, dây càng cua, dây sữa, dây lá bạc.
- Cryptostegia R.Br., 1820: An phiến.
- Decalepis Wight & Arn., 1834 (gồm cả Baeolepis, Brachylepis, Cornacchinia, Janakia, Utleria)
- Ectadium E.Mey., 1837
- Epistemma D.V.Field & J.B.Hall, 1982
- Finlaysonia Wall., 1831 (gồm cả Atherolepis, Gurua, Hanghomia, Meladerma, Stelmacrypton): Phin lai sơn, lay sơn.
- Gymnanthera R.Br., 1810 (gồm cả Cylixylon, Dicerolepis): Lõa hùng, lõa ti.
- Hemidesmus R.Br., 1810: Bán tràng.
- Ischnolepis Jum. & H.Perrier, 1909 (gồm cả Petopentia Bullock, 1954. Đôi khi được tách thành chi riêng).
- Maclaudia Venter & R.L.Verh., 1994
- Mondia Skeels, 1911 (gồm cả Chlorocodon).
- Myriopteron Griff., 1844 (gồm cả Jenkinsia): Bạch căn giả, sí quả đằng, sữa dây quả cánh.
- Pentopetia Decne., 1844 (gồm cả Acustelma, Gonocrypta, Kompitsia, Pentopetiopsis)
- Periploca L., 1753 (gồm cả Campelepis, Cyprinia, Socotora): Chu đằng, thanh xà.
- Phyllanthera Blume, 1826 (gồm cả Pentanura, Streptomanes)
- Raphionacme Harv., 1842 (gồm cả Apoxyanthera, Mafekingia, Pentagonanthus, Zaczatea, Zucchellia)
- Sacleuxia Baill., 1890 (gồm cả Gymnolaema, Macropelma. Đôi khi gộp trong Cryptolepis)
- Sarcorrhiza Bullock, 1962
- Schlechterella K.Schum., 1899 (gồm cả Pleurostelma, Triodoglossum).
- Stomatostemma N.E. Br., 1902 (đôi khi gộp trong Cryptolepis)
- Streptocaulon Wight & Arn., 1834 (gồm cả Triplolepis, Gongylosperma): Hà thủ ô nam, hà thủ ô trắng, dây sữa bò, vú bò dây, bạc căn.
- Tacazzea Decne., 1844 (gồm cả Aechmolepis, Leptopaetia, Zacateza)
- Telectadium Baill., 1889
- Zygostelma Benth., 1876: Dây zy gốt.